# Acanthodactylus hardyi
Acanthodactylus hardyi (гребнепала ящірка Гарді) — вид ящірок родини ящіркових (Lacertidae). Мешкає на Близькому Сходу. Вид названий на честь британського ентомолога Джона Еліота Гарді. Раніше вважався конспецифічним з Acanthodactylus scutellatus.

## Поширення і екологія
Гребнепалі ящірки Гарді мешкають в пустелях Йорданії, Саудівської Аравії, Кувейту та Іраку.